# Mitchelton-Scott/2019
Deze pagina geeft een overzicht van de Mitchelton-Scott UCI World Tour wielerploeg in 2019.

## Algemeen
Sponsors: Mitchelton, Scott Sports
Algemeen manager: Shayne Bannan
Teammanager: Matthew White
Ploegleiders: Vittorio Algeri, Gene Bates, Julian Dean, Laurenzo Lapage, David McPartland, Matthew Wilson
Fietsen: Scott Sports

## Renners
| Naam                    | Geboortedatum | Nationaliteit       | Ploeg 2018              |
| ----------------------- | ------------- | ------------------- | ----------------------- |
| Edoardo Affini          | 24-06-1996    | Italië              | SEG Racing Academy      |
| Michael Albasini        | 20-12-1980    | Zwitserland         |                         |
| Jack Bauer              | 07-04-1987    | Nieuw-Zeeland       |                         |
| Sam Bewley              | 22-07-1987    | Nieuw-Zeeland       |                         |
| Brent Bookwalter        | 16-02-1984    | Verenigde Staten    | BMC Racing Team         |
| Esteban Chaves          | 17-01-1990    | Colombia            |                         |
| Luke Durbridge          | 09-04-1991    | Australië           |                         |
| Alexander Edmondson     | 22-12-1993    | Australië           |                         |
| Tsgabu Grmay            | 25-08-1991    | Ethiopië            | Trek-Segafredo          |
| Jack Haig               | 06-09-1993    | Australië           |                         |
| Lucas Hamilton          | 12-02-1996    | Australië           |                         |
| Mathew Hayman           | 20-04-1978    | Australië           |                         |
| Michael Hepburn         | 17-08-1991    | Australië           |                         |
| Damien Howson           | 13-08-1992    | Australië           |                         |
| Daryl Impey             | 06-12-1984    | Zuid-Afrika         |                         |
| Christopher Juul-Jensen | 06-07-1989    | Denemarken          |                         |
| Cameron Meyer           | 12-02-1996    | Australië           |                         |
| Luka Mezgec             | 27-06-1988    | Slovenië            |                         |
| Mikel Nieve             | 26-05-1984    | Spanje              |                         |
| Nick Schultz            | 13-09-1994    | Australië           | Caja Rural-Seguros RGA  |
| Callum Scotson          | 10-08-1996    | Australië           | Mitchelton-BikeExchange |
| Dion Smith              | 03-03-194     | Nieuw-Zeeland       | Wanty Groupe Gobert     |
| Robert Stannard         | 16-09-1998    | Australië           | Mitchelton-BikeExchange |
| Matteo Trentin          | 02-08-1989    | Italië              |                         |
| Adam Yates              | 07-08-1992    | Verenigd Koninkrijk |                         |
| Simon Yates             | 07-08-1992    | Verenigd Koninkrijk |                         |

### Stagiairs
Per 1 augustus 2019
| Naam         | Geboortedatum | Nationaliteit | Vorige ploeg       |
| ------------ | ------------- | ------------- | ------------------ |
| Kaden Groves | 23-12-1998    | Australië     | SEG Racing Academy |

### Vertrokken
| Naam            | Geboortedatum | Nationaliteit | Ploeg 2019          |
| --------------- | ------------- | ------------- | ------------------- |
| Caleb Ewan      | 11-07-1994    | Australië     | Lotto Soudal        |
| Roger Kluge     | 05-02-1986    | Duitsland     | Lotto Soudal        |
| Roman Kreuziger | 06-05-1986    | Tsjechië      | Team Dimension Data |
| Robert Power    | 11-05-1995    | Australië     | Team Sunweb         |
| Svein Tuft      | 09-05-1977    | Canada        | Rally-UHC Cycling   |
| Carlos Verona   | 04-11-1992    | Spanje        | Movistar Team       |

## Overwinningen
| Nationale kampioenschappen wielrennen Australië - tijdrit: Luke Durbridge Ethiopië - tijdrit: Tsgabu Grmay Zuid-Afrika - tijdrit: Daryl Impey Zuid-Afrika - wegwedstrijd: Daryl Impey Tour Down Under 4e etappe: Daryl Impey Eindklassement: Daryl Impey Herald Sun Tour 4e etappe: Nick Schultz Ronde van Valencia 2e etappe: Matteo Trentin 4e etappe: Adam Yates Ruta del Sol 2e etappe: Matteo Trentin 4e etappe: Simon Yates 5e etappe: Matteo Trentin Bergklassement: Simon Yates Parijs-Nice 5e etappe: Simon Yates Tirreno-Adriatico 1e etappe: *1) (ploegentijdrit) Ronde van Catalonië 3e etappe: Adam Yates | Internationale Wielerweek 1e etappe deel B: *2) (ploegentijdrit) Eindklassement: Lucas Hamilton Jongerenklassement: Lucas Hamilton Ploegenklassement: *2) Ronde van het Baskenland 6e etappe: Adam Yates Bergklassement: Adam Yates Ronde van Noorwegen 4e etappe: Edoardo Affini Ronde van Italië 19e etappe: Esteban Chaves Hammer Series Limburg Ploegentijdrit: * 3) Ronde van Slovenië 2e etappe: Luka Mezgec Puntenklassement: Luka Mezgec Ronde van Frankrijk 9e etappe: Daryl Impey 12e etappe: Simon Yates 15e etappe: Simon Yates 17e etappe: Matteo Trentin | Ronde van Polen 2e etappe: Luka Mezgec 5e etappe: Luka Mezgec Ronde van Tsjechië 1e etappe: *4) 4e etappe: Lucas Hamilton Eindklassement: Daryl Impey Puntenklassement: Daryl Impey Ploegenklassement: *4) Ronde van Groot-Brittannië 2e etappe: Matteo Trentin 6e etappe: Edoardo Affini Puntenklassement: Matteo Trentin Trofeo Matteotti Matteo Trentin Ronde van Kroatië 5e etappe: Adam Yates Eindklassement: Adam Yates Puntenklassement: Alexander Edmondson Bergklassement: Adam Yates |  |

*1) Ploeg Tirreno-Adriatico: Bookwalter, Durbridge, Edmondson, Hepburn, Howson, Juul-Jensen, A. Yates
*2) Ploeg Internationale Wielerweek: Bewley, Bookwalter, Hamilton, Howson, Meyer, Schultz, Stannard
*3) Ploeg Hammer Series Limburg: Affini, Edmondson, Hepburn, Meyer, Stannard
*4) Ploeg Ronde van Tsjechië: Bookwalter, Durbridge, Haig, Hamilton, Hepburn, Impey, Juul-Jensen
Mannen: 2012 · 2013 · 2014 · 2015 · 2016 · 2017 · 2018 · 2019 · 2020 · 2021 · 2022 · 2023 · 2024  · 2025
Vrouwen: 2012 · 2013 · 2014 · 2015 · 2016 · 2017 · 2018 · 2019 · 2020 · 2021 · 2022 · 2023 · 2024 · 2025
AG2R-La Mondiale · Astana Pro Team · Bahrain-Merida · BORA-hansgrohe · CCC Team · Deceuninck–Quick-Step · EF Education First · Groupama-FDJ · Lotto Soudal · Mitchelton-Scott · Movistar Team · Team Dimension Data · Team Jumbo-Visma · Team Katjoesja Alpecin · Team INEOS (Team Sky) · Team Sunweb · Trek-Segafredo · UAE Team Emirates